# Mauro Cid
Mauro Cesar Barbosa Cid (Niterói, 17 de maio de 1979) é um tenente-coronel da ativa do Exército Brasileiro. Foi ajudante de ordens do ex-presidente da República Jair Bolsonaro e atualmente é investigado pela Polícia Federal por diversos crimes dos quais é acusado de ter participado durante o governo Bolsonaro.
Foi preso pela primeira vez em maio de 2023, numa operação que investigava falsificação de cartões de vacinação de Bolsonaro, parentes e assessores; posteriormente, foi solto. Em 22 de março de 2024, foi preso novamente por obstrução de justiça e descumprimento de medidas cautelares, sendo solto novamente em 3 maio após se comprometer a cumprir uma série de restrições. Em 21 de novembro de 2024, foi indiciado no inquérito que investiga a tentativa de golpe de estado para manter Bolsonaro no poder mesmo após a derrota para Lula (PT) nas eleições de 2022. No dia 18 de fevereiro de 2025, o PGR apresentou denúncia contra Bolsonaro e outras pessoas, com base no relatório da PF sobre o caso. Cid foi acusado de golpe de estado, abolição violenta do Estado Democrático de Direito e organização criminosa. No dia 13 de junho de 2025, foi determinada a prisão de Mauro Cid pela terceira vez sob suspeita de participar de um esquema para obtenção de passaporte português visando facilitar sua fuga do território brasileiro, no entanto, foi revogada no momento em que era cumprida.

## Vida pessoal
É filho do general de exército da reserva Mauro Cesar Lourena Cid, colega de turma de Jair Bolsonaro na turma de Artilharia de 1977 da Academia Militar das Agulhas Negras.
É casado com Gabriela Cid e tem três filhas.

## Carreira

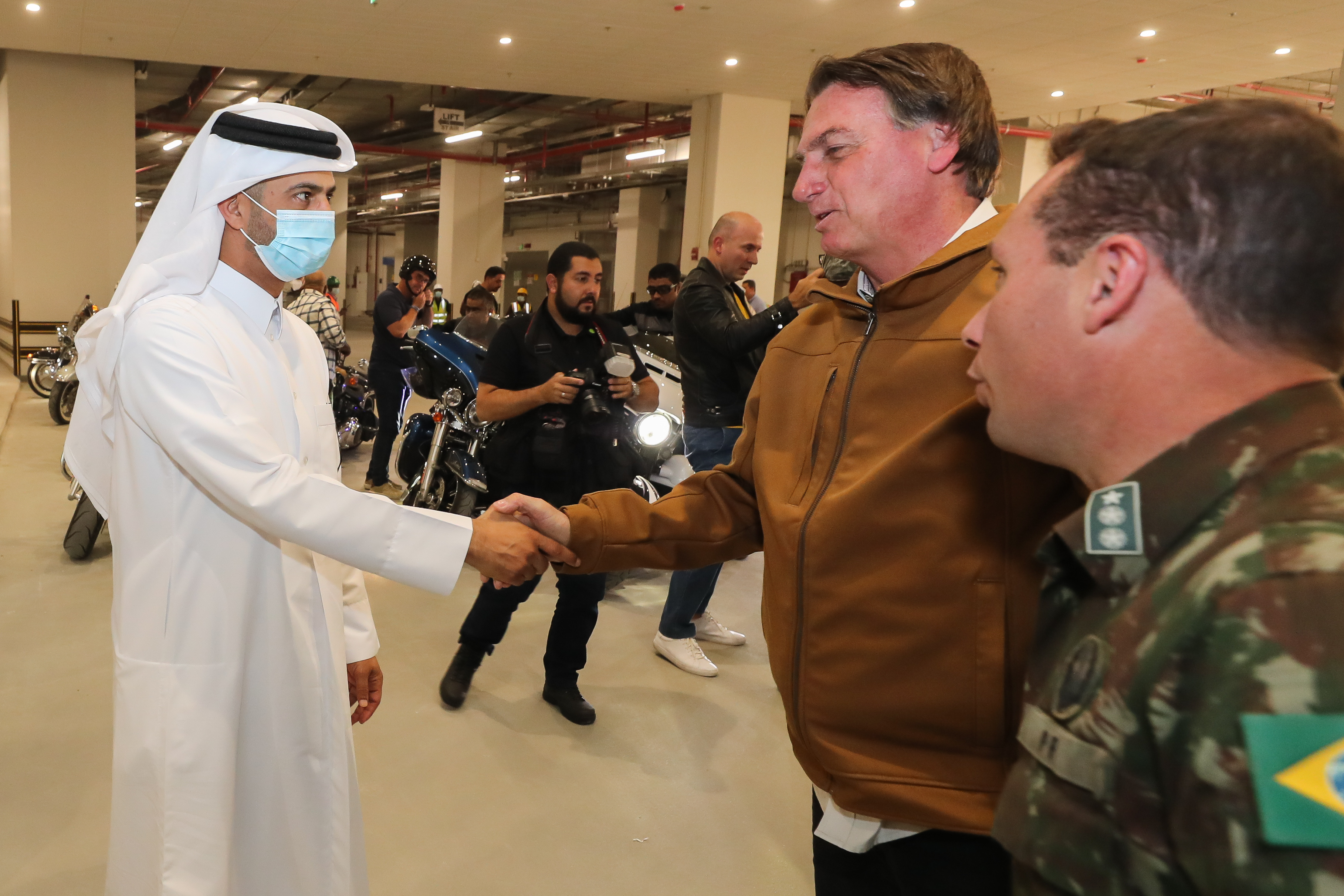
Cid (à direita) junto ao então Presidente Jair Bolsonaro durante visita ao Estádio Nacional de Lusail, no Catar (2021)

Entrou no exército em 1996, se formando na Academia Militar das Agulhas Negras em 2000. Ele seguiu a carreira de quem almeja se tornar general, estudando em diversos cursos militares, como a escola de Comando Estado Maior, figurando entre os melhores da turma.
Durante o governo Bolsonaro, foi nomeado ajudante de ordens do presidente enquanto se preparava para assumir um cargo no exterior. Ele assumiu o cargo ainda em 2018, durante a transição de governo.
Tornou-se tenente-coronel em 2022.
Ao fim do governo, Cid planejou continuar sua carreira comandando um dos batalhões do Exército em Goiânia. O presidente Lula pediu que o Ministro da Defesa José Múcio Monteiro revertesse sua nomeação. O comandante do Exército Júlio Cesar de Arruda foi exonerado por não cumprir a ordem, então Cid fez uma solicitação de aditamento de comando, e no dia 24 de janeiro de 2023, Tomás Paiva, o novo comandante, o transferiu para um cargo administrativo na direção do Comando de Operações Terrestres do Exército.
No dia 3 de maio, foi preso preventivamente pela Polícia Federal na Operação Venire, por suspeitas de fraude no Conecte SUS. Ele foi convocado para depor na CPMI do Golpe no dia 13 de julho, mas se manteve em silêncio, inclusive em perguntas não relacionadas à acusação, como sua data de nascimento. Por isso, a CPMI acionou a Justiça Federal do Distrito Federal e o Supremo Tribunal Federal por abuso do direito ao silêncio.
Em 18 de setembro de 2023 o Exército formalizou o afastamento de Mauro Cid de suas funções. A decisão, publicada no Diário Oficial da União, é retroativa até 9 de setembro, dia em que o ministro Alexandre de Moraes expediu a ordem. Moraes também homologou um acordo de delação premiada e concedeu liberdade provisória ao ex-ajudante de ordens de Jair Bolsonaro, com medidas cautelares. Em portaria assinada pelo general de Divisão Alexandre de Almeida Porto, o Exército “agrega” Cid “após ficar exclusivamente à disposição da Justiça Comum, conforme Decisão Judicial de 9 de setembro de 2023, a qual foi proferida nos autos da Petição nº 10.405/DF, em trâmite no Supremo Tribunal Federal”.

## Investigações criminais

### Crimes fiscais
Cid é investigado pela Polícia Federal por realizar saques de recursos de cartões corporativos da Presidência. No sigilo dos depoimentos da delação premiada derrubado pelo ministro do STF no dia 19 de fevereiro de 2025, Cid revelou que os gastos com as motociatas promovidas pelo então presidente Jair Bolsonaro durante seu mandato eram financiadas com o cartão corporativo da Presidência da República.

### Joias sauditas
Mauro Cid foi acusado de tentar retirar as joias sauditas, presentes do governo da Arábia Saudita encontradas na mala de um assessor do Ministério de Minas e Energia, da alfândega do Aeroporto Internacional de Guarulhos, que foram retidas por terem sido declaradas à Receita Federal como item pessoal, as isentando de impostos. Ele assinou um ofício no dia 28 de dezembro de 2022, pedindo a “incorporação dos bens ao patrimônio do acervo público da Presidência da República”. Porém, em depoimento à Polícia Federal, o 2º tenente do Exército Cleiton Hozschuck, subordinado de Mauro Cid, afirmou que as joias eram destinadas ao acervo pessoal Presidente da República, Jair Bolsonaro, hipótese que é reforçada por documento assinado por uma servidora da Ajudância de ordens, que relataria a conclusão do processo. Nesse documento, também consta que as joias iriam para Jair Bolsonaro. Ainda, Marcelo da Silva Vieira, chefe do Gabinete Adjunto de Documentação Histórica, afirmou que recebeu uma ligação de Cid dizendo que receberia uma série de informações para que o presente fosse entregue ao presidente. Ele também pediu com urgência que um avião da Força Aérea Brasileira levasse o sargento Jairo Moreira da Silva para buscar as joias em São Paulo.
Em julho de 2024, foi indiciado por pela PF por peculato, associação criminosa e lavagem de dinheiro no inquérito das joias sauditas.

### Milícias digitais
Mauro Cid foi apontado como integrante das milícias digitais em investigação da Polícia Federal sobre a live de Bolsonaro, onde o presidente relacionou as vacinas contra COVID-19 com o HIV. Ele também seria o responsável pela divulgação de dados sobre o ataque hacker ao Supremo Tribunal Federal.
Cid e outras cinco pessoas foram presas no dia 3 de maio de 2023 na Operação Venire da Polícia Federal por suspeitas de fraude no Conecte SUS. O grupo teria fraudado os dados de Jair e Laura Bolsonaro, do próprio Cid e de sua família no dia 21 de dezembro de 2022, com o objetivo de garantir a entrada nos Estados Unidos, que exige vacinação contra COVID-19 para ingressar no país. Sua mulher viajou três vezes aos EUA com o cartão de vacinação fraudado. Também foi realizado um mandado de busca e apreensão na casa de Mauro Cid, onde foi apreendido US$ 35 mil e R$ 16 mil em dinheiro vivo. Além disso, seu celular foi periciado e foram encontradas movimentações bancárias em uma conta nos Estados Unidos. Sua defesa afirma que o dinheiro advém de serviços prestados no exterior, e que militares que realizam esse tipo de serviço têm uma conta do Banco do Brasil aberta em Miami.

### Tentativa de golpe de estado
De acordo com a Polícia Federal, entre abril e maio de 2022, Cid trocou mensagens com o blogueiro foragido Allan dos Santos, discutindo a necessidade de um golpe militar. No dia 31 de maio, em meio às discussões entre os protestos de grupos antifascistas contra Bolsonaro, Cid classificou os movimentos como "guerrilheiros terroristas", e que “estamos voltando para 68, mas, agora, com apoio da mídia".
No dia 15 de dezembro, Cid trocou áudios com o ex-major Ailton Barros, o "01 de Bolsonaro", onde tentariam pressionar o comandante do Exército Freire Gomes para que "ele faça o que tem que fazer". Os áudios estão sendo analisados pela Polícia Federal.
Ainda, de acordo com a jornalista Andréia Sadi, do G1, Cid ouviu propostas de golpe de um ex-ministro de Bolsonaro e de Daniel Silveira.
Uma perícia realizada pela PF em seu celular revelou uma série de documentos e conversas que comprovariam a participação de Mauro Cid em um plano para dar um golpe de estado. Entre os documentos, estão uma minuta de Garantia da Lei e da Ordem (GLO) e tratativas para a decretação de um Estado de Defesa. Por causa das revelações feitas pela PF, a convocação de Mauro Cid virou prioridade na CPMI do Golpe.

### Defesa
Inicialmente, sua defesa foi feita por Rodrigo Roca, ex-advogado de Flávio Bolsonaro no caso das rachadinhas, mas a família de Cid avaliou que ele estava mais interessado em proteger a família Bolsonaro do que seu cliente. Por isso ele foi substituído por Bernardo Fenelon, especialista em delações premiadas que atuou na Operação Lava Jato.

### Delação premiada
Em 7 de setembro de 2023, a Polícia Federal aceitou fechar um acordo de delação premida com o ex-ajudante de ordens do ex-presidente Jair Bolsonaro. Em 9 do mesmo mês, Cid deixou a prisão após o ministro do Supremo Tribunal Federal Alexandre de Moraes conceder liberdade provisória ao militar.

### Depoimento
Em 19 de março de 2024, o relator do inquérito das milícias digitais, o ministro do Supremo Tribunal Federal (STF) Alexandre de Moraes retirou o sigilo desse relatório. Em depoimento, Mauro Cid disse à Polícia Federal que emitiu os certificados falsos de vacinação contra a Covid em nome de Jair Bolsonaro, em 2022, e da filha de 12 anos do ex-presidente.

### Prisão novamente
Em 22 de março de 2024, Cid voltou a ser preso por descumprimento de medidas judiciais e por obstrução de Justiça um dia depois do vazamento de áudios em que ele afirma ter sido pressionado pela Polícia Federal durante os depoimentos. Nas gravações, o militar também faz críticas ao ministro Alexandre de Moraes, do STF. As gravações foram divulgadas pela revista "Veja" no dia anterior. Em 3 de maio, ele foi solto novamente por determinação do ministro Alexandre de Moraes, e se comprometeu a cumprir uma série de restrições, como usar tornozeleira eletrônica e não se comunicar com outros investigados.
Em 15 de novembro de 2024, a Polícia Federal do Brasil descobriu os arquivos deletados nos computadores de Mauro Cid para conseguir cruzar novas informações em dispositivos de outros investigados por atos de 8 de janeiro. No mesmo dia, Mauro Cid foi convocado pela Polícia Federal para prestar um novo depoimento.
Em 21 de novembro de 2024, foi indiciado junto de Jair Bolsonaro e ex-integrantes de seu governo por abolição violenta do estado democrático de direito, golpe de estado e organização criminosa. Paralelamente, como Cid teria omitido informações sobre o plano de golpe, prestou um novo depoimento e conseguiu manter os benefícios de sua delação premiada.

### Operação Contragolpe
Em 19 de novembro de 2024, a Polícia Federal deflagrou a Operação Contragolpe, que levou à prisão de cinco suspeitos por tentativa de assassinato de Luiz Inácio Lula da Silva, Geraldo Alckmin e Alexandre de Moraes. O coronel Mauro Cid teria oferecido R$ 100 mil para financiar o plano. A informação consta na decisão que autorizou as medidas cautelares da Operação. A oferta foi feita por Cid em conversa com o major Rafael Martins de Oliveira, um dos cinco presos. No diálogo, obtido pela PF, Cid cobra o aliado por uma estimativa de gastos em conversa no dia 14 de novembro de 2022. Em seguida, afirma: “Só uma estimativa de gastos relacionados a hotel, alimentação, material”. Em seguida, sugere o valor de R$ 100 mil.

### Interrogatório na Primeira Turma do STF
Em 9 de junho de 2025, Mauro Cid confirmou durante o interrogatório na Primeira Turma do Supremo Tribunal Federal (STF) que o ex-presidente do Brasil, Jair Bolsonaro, pressionou, em 2022, o então ministro da Defesa Paulo Sérgio Nogueira em relação a um relatório sobre a lisura do processo eletrônico de votação.